# Fred Frith

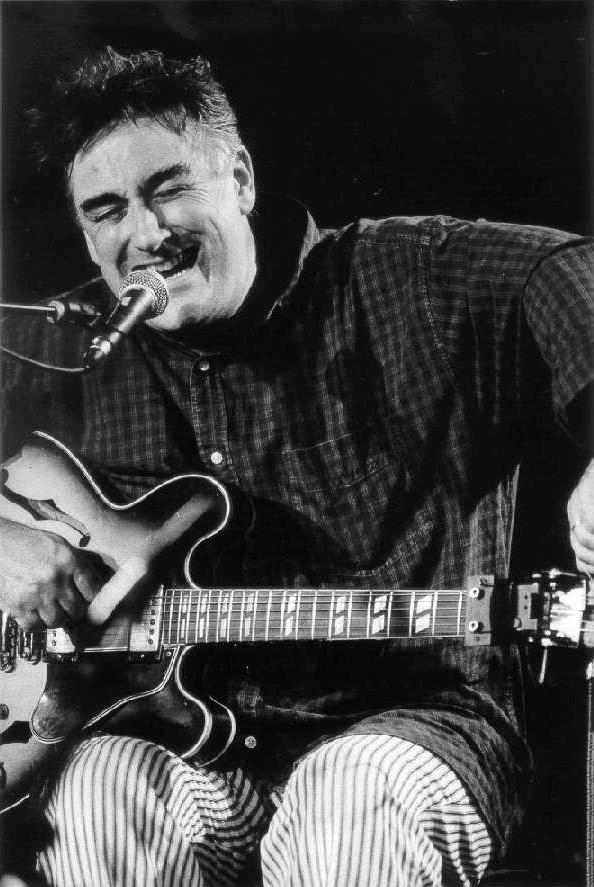
Fred Frith, 1998.

Fred Frith, född 17 februari 1949 i Heathfield, England, är en brittisk multiinstrumentalist, kompositör och improvisatör.
Frith är förmodligen mest känd för sitt gitarrspel och var en av grundarna till den brittiska avantgarde-rockgruppen Henry Cow. Han har även varit medlem i Art Bears, Massacre och Skeleton Crew. Han har samarbetat med en rad framstående musiker, såsom Robert Wyatt, Brian Eno, Lars Hollmer, The Residents, Mike Oldfield,  Lol Coxhill, John Zorn, Bill Laswell, Derek Bailey, Iva Bittová och Bob Ostertag. Han har även komponerat flera längre verk, exempelvis Freedom in Fragments från 1993 (framfört av Rova Saxophone Quartet 1999) och Traffic Continues från 1996 (framfört av Ensemble Modern 1998). Han har medverkat på över 400 album och är fortfarande aktiv som musiker.
Frith porträtteras av Nicolas Humbert och Werner Penzel i den prisbelönta dokumentärfilmen Step Across the Border från 1990. Fred Frith är 2010 lärare i komposition på Institutionen för musik på Mills College i Oakland, Kalifornien.
Fred Frith är bror till Simon Frith, välkänd musikkritiker tillika sociolog, och Chris Frith, psykolog vid University College London.